# Cassilândia
Cassilândia là một đô thị thuộc bang Mato Grosso do Sul, Brasil. Đô thị này có diện tích 3649,83 km², dân số năm 2007 là 21497 người, mật độ 5,9 người/km².